# Dojíždění

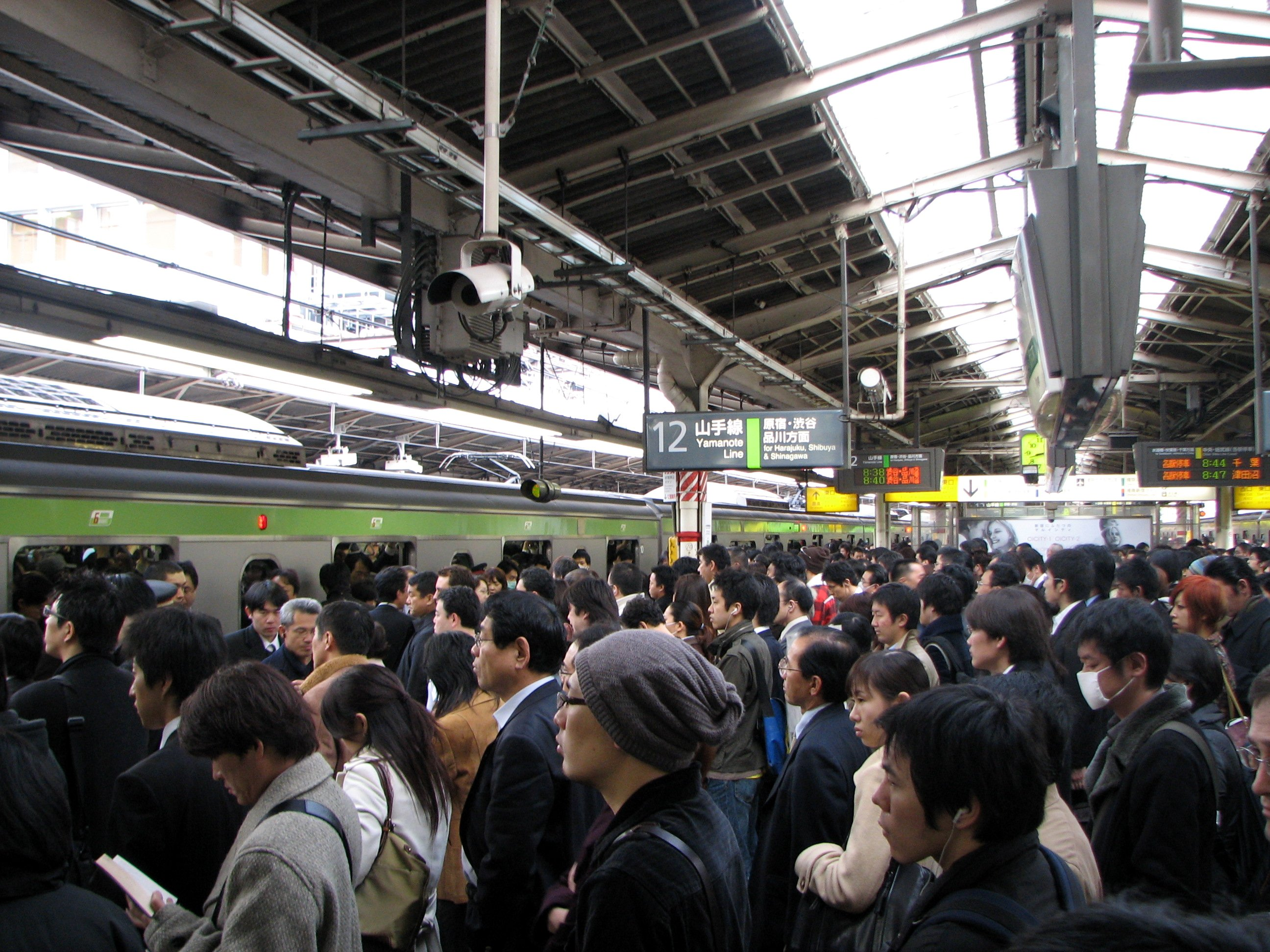
Cestující během dopravní špičky na stanici Šindžuku

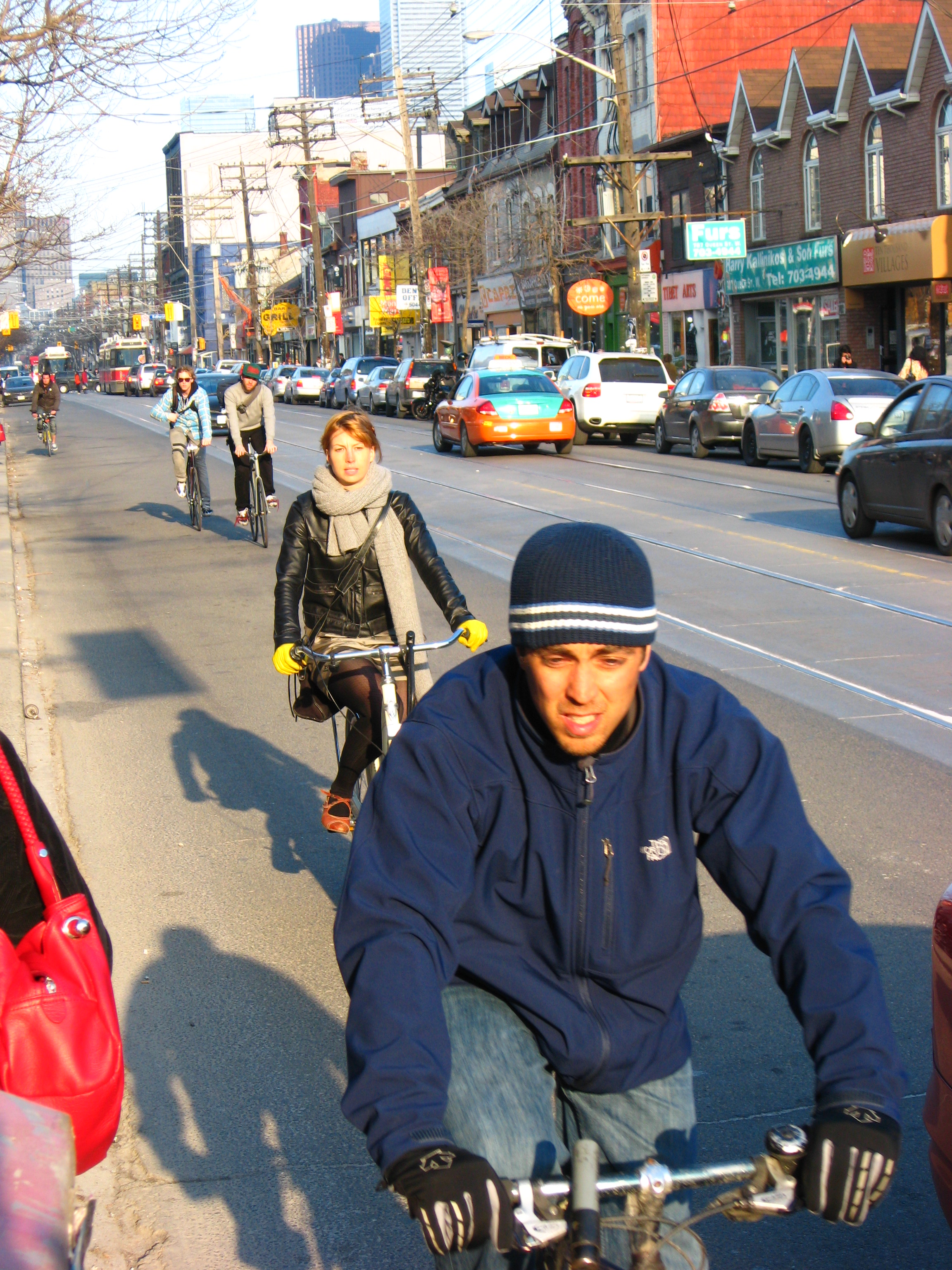
Příklad dopravní cyklistiky — pracující v Torontu jedou večer domů

Dojíždění je pravidelné každodenní cestování mezi bydlištěm a místem zaměstnání, školy a podobně. Zejména v metropolitních oblastech je běžné každé ráno cestovat z předměstí do centra nebo do průmyslových, kancelářských či obchodních zón veřejnou dopravou (vlakem, autobusem) nebo individuálně (osobním automobilem, na motocyklu nebo na kole) i více než hodinu do práce a večer se opět stejně dlouho vracet domů. 
Pokud migrující pracovníci nebo studenti při dojíždění překračují státní hranice, bývají označováni jako pendleři.

## Historický vývoj
Dojíždění je poměrně mladý fenomén — po většinu lidské historie bylo obvyklé, že lidé vykonávali své povolání většinou v docházkové vzdálenosti od svého bydliště.
Technický pokrok, který urychlil dopravu, zároveň umožnil čím dál delší dojíždění, tedy podpořil rozrůstání měst do předměstí a souměstí a vznik sídelní kaše. Negativním důsledkem celospolečenské dojíždění jsou časté dopravní zácpy během dopravních špiček, znečištění ovzduší produkované osobní automobilovou dopravou i čas dojížděním ztracený a infrastruktura nutná pro masové dojíždění.

## Pendleři
Přeshraniční pracovník je osoba zaměstnaná nebo samostatně výdělečně činná v jiném členském státě, než je stát bydliště, do něhož se zpravidla vrací denně nebo alespoň jednou týdně. 
Do této kategorie spadají též děti, žáci a studenti jezdící do mateřské, základní, střední nebo vysoké školy ze sousedního státu nebo do sousedního státu. Do stejné kategorie rovněž spadají osoby, které cestují do nebo ze sousedního státu za účelem výkonu práva péče o nezletilé dítě nebo styku s ním. V České republice se to týká hlavně občanů ČR a občanů EU s bydlištěm v ČR nebo sousední zemi ČR (Německo, Polsko, Rakousko a Slovensko). Jedná se o pravidelné překračování státní hranice mezi Českou republikou a sousedním státem, a to alespoň 1x týdně tam a zpět za účelem výkonu práce nebo vzdělávání na území ČR nebo na území sousedního státu ČR.
Z uvedených definic vyplývá, že pendler je širší označení, než přeshraniční pracovník.

## Daně a dávky
Některé dvoustranné smlouvy o zamezení dvojímu zdanění obsahují ustanovení, podle nichž se na přeshraniční pracovníky za určitých předpokladů vztahuje daňová povinnost v zemi bydliště. Dvoustranné smlouvy mezi Německem, Polskem a Českou republikou ale tato zvláštní ustanovení neobsahují.
Přeshraniční pracovníci jsou pojištěni vždy ve státě, v němž vykonávají práci. I v případě krátkodobých pracovních pobytů je proto nezbytná účast na systému sociálního pojištění v zemi zaměstnání. Čerpání dávek (včetně zdravotní péče) je ale částečně možné také v místě bydliště.
Pendleři s potvrzeným evropským formulářem E106 mají nárok na plnou zdravotní péči na území státu EU, v němž vykonávají výdělečnou činnost i na území České republiky. Znamená to, že mohou v obou členských zemích plně využívat výhod zdravotního pojištění. Na území České republiky se pendleři prokazují Potvrzením o registraci nebo průkazem výpomocného pojištění, který jim vystavila česká zdravotní pojišťovna.
V případě ztráty zaměstnání je pro vyplácení dávek v nezaměstnanosti příslušný úřad práce v místě bydliště.